# Etnometodologia
L'etnometodologia è una scuola sociologica in dissenso con la tradizione ufficiale. Il suo fondatore è stato Harold Garfinkel, infatti la pubblicazione nel 1967 dei suoi Studi etnometodologici è considerata l'atto fondante di questa nuova scuola.
Il nome sta ad indicare l'insieme dei metodi di cui i membri di un gruppo etnico si servono per comprendere la loro stessa attività e Garfinkel lo ha coniato per assonanza con il termine etnobotanica, usato dai botanici per indicare l'insieme dei metodi che un gruppo etnico utilizza per comprendere la botanica.
Per elaborare i principi su cui si basa la scuola etnometodologica, Garfinkel ha preso ispirazione dalle teorie di Edmund Husserl, di Alfred Schütz, da alcuni presupposti del funzionalismo di Talcott Parsons e dalle teorie dell'interazionismo simbolico.

## L'agire sociale
L'etnometodologia si fonda principalmente su due concetti che hanno ripercussioni importanti sul modo di intendere l'agire sociale: l'indicalità e la riflessività.
- Secondo il concetto di indicalità, nessuna affermazione può avere un significato indipendente dal suo contesto. Il senso di ogni affermazione contiene qualcosa in più rispetto al significato letterale perché la sua comprensione avrà modalità diverse in contesti diversi.

- Il concetto di riflessività si rifà all'idea che un'affermazione è riferibile solo a se stessa e non fa riferimento a nessuna realtà diversa da se stessa, vale a dire che non esiste una realtà oggettiva e modi di osservarla per descriverla, ma che ogni osservazione costituisce la realtà stessa.

Secondo i presupposti dell'indicalità e della riflessività, i membri di un gruppo etnico mentre agiscono danno senso a quello che fanno, cioè lo spiegano; il senso del loro agire è l'azione stessa.

### La vita quotidiana e il significato delle affermazioni
Secondo gli etnometodologi, in ogni gruppo etnico gran parte del significato delle affermazioni della vita quotidiana viene data per scontata. In Studi etnometodologici Garfinkel riporta degli esempi concreti; quando un marito afferma: "Dana è riuscito ad infilare una moneta in un parchimetro senza essere sollevato", il significato della frase potrebbe assumere connotazioni più ampie rispetto al significato letterale perché aggiungendo le parti date per scontate la frase sarebbe stata: "Questo pomeriggio, mentre stavo ritornando a casa dalla scuola materna, Dana, il nostro bambino di quattro anni, è riuscito ad arrivare abbastanza in alto da infilare una moneta in un parchimetro, mentre in precedenza bisognava sempre sollevarlo per fargli raggiungere quell'altezza".
Per dimostrare quanto ampia sia la quantità di significato che si dà per scontata nelle affermazioni della vita quotidiana, Garfinkel escogita la tecnica di dimostrare incomprensioni dinanzi alle affermazioni più ovvie, oppure di comportarsi in modo completamente diverso da quello usuale e atteso dagli altri soggetti. Così all'affermazione "Ho forato una gomma", i ricercatori sociali afferenti all'etnometodologia, ma anche gente comune, possono replicare: "Che intendi per forare una gomma?"; oppure ci si può improvvisamente comportare nella propria casa come se ci si trovasse in un albergo chiedendo il permesso per fare le cose più banali come il permesso per poter telefonare. La sorpresa e lo sgomento, ma anche l'irritazione che tali comportamenti provocherebbero sono gli indicatori, secondo Garfinkel, della precarietà e della fragilità dell'ordine sociale che si dà per scontato.

## L'etnometodologia e la sociologia ufficiale
L'etnometodologia costituisce una presa di posizione critica e polemica nei confronti della sociologia ufficiale. Presupposto dell'etnometodologia è, infatti, che la spiegazione scientifica, così come ogni altra forma di spiegazione, è comprensibile solo in riferimento alla situazione specifica in cui è espressa. La sociologia ufficiale, invece, ha come obiettivo giungere a spiegare in modo oggettivo l'agire sociale prescindendo dal suo contesto: sin dalla sua origine, un problema cruciale che la sociologia ha cercato di risolvere è quello dell'oggettività della conoscenza scientifica e in particolare della conoscenza scientifica nell'ambito delle scienze sociali.